# Grand Prix du canton d'Argovie
Grand Prix du canton d'Argovie er et schweizisk endagsløb i landevejscykling som arrangeres hvert år i starten af juni. Løbet er blevet arrangeret siden 1964. Løbet er af UCI klassificeret som 1.1 og er en del af UCI Europe Tour. 

## Vindere
| År   | Vinder                | Toer                  | Treer                       |        |
| ---- | --------------------- | --------------------- | --------------------------- | ------ |
| 1964 | Jan Lauwers           | Georges Vandenberghe  | Sylvain Henckaerts          |        |
| 1965 | Jean Stablinski       | Dieter Kemper         | Werner Weber                |        |
| 1966 | Wilfried Peffgen      | Tom Simpson           | Dieter Kemper               |        |
| 1967 | Edward Sels           | Herman Vrancken       | Giampiero Macchi            |        |
| 1968 | Willy Vekemans        | Etienne Buysse        | Pierre Vreys                |        |
| 1969 | Walter Godefroot      | Erich Spahn           | Jean Ronsmans               |        |
| 1970 | Eric De Vlaeminck     | Frans Kerremans       | Maurice Dury                |        |
| 1971 | Michel Périn          | Jean-Pierre Berckmans | Wim Prinsen                 |        |
| 1972 | Georges Pintens       | Karl-Heinz Muddemann  | Arthur Van De Vijver        |        |
| 1973 | Marino Basso          | Herman Vanspringel    | Alessio Peccolo             |        |
| 1974 | Giacinto Santambrogio | Marcello Osler        | Martín Emilio Rodríguez     |        |
| 1975 | André Dierickx        | Dietrich Thurau       | Valerio Lualdi              |        |
| 1976 | Roy Schuiten          | Jan Raas              | Pol Verschuere              |        |
| 1977 | Dietrich Thurau       | Michel Pollentier     | Roland Salm                 |        |
| 1978 | Simone Fraccaro       | Paul Wellens          | Francesco Moser             |        |
| 1979 | Giuseppe Saronni      | Claudio Torelli       | Paul Wellens                |        |
| 1980 | Patrick Pevenage      | Willy Teirlinck       | Piet van Katwijk            |        |
| 1981 | Daniel Gisiger        | Philippe Vandeghinste | Luciano Rui                 |        |
| 1982 | Jacques Hanegraaf     | Adrie van der Poel    | Luc Govaerts                |        |
| 1983 | Siegfried Hekimi      | Bernard Gavillet      | Daniel Gisiger              |        |
| 1984 | Ferdi Van Den Haute   | Jozef Lieckens        | Pierino Gavazzi             |        |
| 1985 | Urs Freuler           | Erich Maechler        | Giuseppe Martinelli         |        |
| 1986 | Frank Hoste           | Peter Stevenhaagen    | Gilbert Glaus               |        |
| 1987 | Adrie van der Poel    | Frans Maassen         | Othmar Haefliger            |        |
| 1988 | Arjan Jagt            | Flavio Chesini        | Frank Hoste                 |        |
| 1989 | Paolo Rosola          | Urs Freuler           | Stephan Joho                |        |
| 1990 | Adrie van der Poel    | Werner Wüller         | Carlo Bomans                |        |
| 1991 | Sammie Moreels        | Etienne De Wilde      | Rudy Verdonck               |        |
| 1992 | Uwe Ampler            | Dominique Arnould     | Dante Rezze                 |        |
| 1993 | Gianni Bugno          | Claudio Chiappucci    | Prudencio Indurain          |        |
| 1994 | Pascal Richard        | Armand de Las Cuevas  | Rudy Verdonck               |        |
| 1995 | Pascal Richard        | Arvis Piziks          | Steffen Wesemann            |        |
| 1996 | Fabrizio Guidi        | Abraham Olano         | Bjarne Riis                 |        |
| 1997 | Udo Bölts             | Andrei Tchmil         | Dmitri Konyschew            |        |
| 1998 | Michele Bartoli       | Sergej Ivanov         | Oscar Camenzind             |        |
| 1999 | Romāns Vainšteins     | Gabriele Missaglia    | Gorazd Štangelj             |        |
| 2000 | Steffen Wesemann      | Stefano Garzelli      | Laurent Dufaux              |        |
| 2001 | Karsten Kroon         | Alberto Elli          | Jakob Piil                  |        |
| 2002 | Giuseppe Palumbo      | Alberto Ongarato      | Paolo Lanfranchi            |        |
| 2003 | Martin Elmiger        | Paolo Bettini         | Sergej Ivanov               |        |
| 2004 | Matteo Tosatto        | Markus Zberg          | Martin Elmiger              |        |
| 2005 | Alexandre Moos        | Jan Ullrich           | Marcel Strauss              |        |
| 2006 | Beat Zberg            | Nick Nuyens           | Grégory Rast                |        |
| 2007 | John Gadret           | Raffaele Ferrara      | Tomasz Marczyński           |        |
| 2008 | Lloyd Mondory         | Martin Elmiger        | Thomas Lövkvist             |        |
| 2009 | Peter Velits          | Ben Hermans           | Heinrich Haussler           |        |
| 2010 | Kristof Vandewalle    | Emanuele Sella        | Heinrich Haussler           |        |
| 2011 | Michael Albasini      | Giovanni Visconti     | Stefan Schumacher           |        |
| 2012 | Sergej Lagutin        | Vladimir Gusev        | Georg Preidler              |        |
| 2013 | Michael Albasini      | Jonathan Hivert       | Marco Frapporti             |        |
| 2014 | Simon Geschke         | Silvan Dillier        | Jérôme Baugnies             |        |
| 2015 | Alexander Kristoff    | Michael Albasini      | Davide Appollonio           |        |
| 2016 | Giacomo Nizzolo       | Andrea Pasqualon      | David Tanner                |        |
| 2017 | Sacha Modolo          | John Degenkolb        | Niccolò Bonifazio           |        |
| 2018 | Alexander Kristoff    | Francesco Gavazzi     | Marco Canola                |        |
| 2019 | Alexander Kristoff    | Andrea Pasqualon      | Reinardt Janse van Rensburg |        |
| 2020 | aflyst                | aflyst                | aflyst                      | aflyst |
| 2021 | Ide Schelling         | Rui Costa             | Esteban Chaves              |        |
| 2022 | Marc Hirschi          | Maximilian Schachmann | Andreas Kron                |        |
| 2023 | Thibau Nys            | Marc Hirschi          | Pello Bilbao                |        |
| 2024 | Maxim Van Gils        | Alberto Bettiol       | Roger Adrià                 |        |